# Nati il 15 aprile
| Questa pagina contiene informazioni ricavate automaticamente dalle voci biografiche con l'ausilio del template Bio e di un bot. L'aggiornamento è periodico e automatico e ricostruisce completamente la pagina. Se manca una persona in questa lista, sei pregato di non aggiungerla, ma accertati piuttosto che la sua voce biografica contenga il template Bio e che i dati anagrafici siano correttamente compilati. Se il template Bio manca, inseriscilo tu stesso o, in alternativa, metti l'avviso {{tmp\|Bio}} che ne segnala la mancanza. Se i dati riportati sono sbagliati, correggi direttamente la voce biografica; le modifiche saranno visibili in questa lista entro pochi giorni. Per chiarimenti vedi il progetto biografie. La lista contiene solo le 1.231 persone che sono citate nell'enciclopedia e per le quali è stato implementato correttamente il template Bio. Pagina aggiornata al 13 ago 2025. |

## I secolo a.C.(1)
- 68 a.C. - Gaio Cilnio Mecenate, politico romano († 8 a.C.)

## XIII secolo(1)
- 1282 - Federico IV di Lorena, duca francese († 1329)

## XIV secolo(4)
- 1315 - Giacomo III di Maiorca, principe († 1349)
- 1340 - Angelo Acciaiuoli, cardinale e vescovo cattolico italiano († 1408)
- 1362 - Gregorio Dati, mercante e scrittore italiano († 1435)
- 1386 - Lancillotto di Navarra, patriarca cattolico spagnolo († 1420)

## XV secolo(4)
- 1415 - Pedro Ferris, cardinale e vescovo cattolico spagnolo († 1478)
- 1452 - Leonardo da Vinci, scienziato, inventore e artista italiano († 1519)
- 1469 - Guru Nanak Dev, mistico indiano († 1539)
- 1479 - Giovanna d'Aragona, regina italiana († 1518)

## XVI secolo(10)
- 1545 - Carlo II di Münsterberg-Oels, nobile boemo († 1617)
- 1552 - Pietro Antonio Cataldi, matematico italiano († 1626)
- 1554 - Giovanni Da Lezze, militare e politico italiano († 1625)
- 1554 - Simone VI di Lippe, nobile tedesco († 1613)
- 1556 - François Béroalde de Verville, scrittore, poeta e umanista francese († 1626)
- 1563 - Guru Arjan, indiano († 1606)
- 1567 - Antonio Canal, politico italiano († 1650)
- 1573 - Matteo Caccini, botanico italiano († 1640)
- 1588 - Claudius Salmasius, antiquario, umanista e filologo classico francese († 1653)
- 1592 - Francesco Maria Brancaccio, cardinale e vescovo cattolico italiano († 1675)

## XVII secolo(14)
- 1620 - Edward Villiers, nobile e ufficiale inglese († 1689)
- 1631 - Piero Bonsi, cardinale e ambasciatore italiano († 1703)
- 1642 - Solimano II, sultano ottomano († 1691)
- 1646 - Cristiano V di Danimarca, re danese († 1699)
- 1650 - Edvige del Palatinato-Sulzbach, contessa († 1681)
- 1650 - Ferdinando de Roxas, vescovo cattolico italiano († 1685)
- 1651 - Maria de Toledo y Velasco, nobildonna spagnola († 1710)
- 1654 - Carlo d'Aquino, gesuita, letterato e lessicografo italiano († 1737)
- 1659 - Adam Ludwig Lewenhaupt, generale svedese († 1719)
- 1662 - Fernando de Alencastre, nobile spagnolo († 1717)
- 1678 - Cesare Mazzoni, pittore italiano († 1763)
- 1682 - Jan van Huysum, pittore e disegnatore olandese († 1749)
- 1684 - Caterina I di Russia, sovrana russa († 1727)
- 1688 - Johann Friedrich Fasch, violinista e compositore tedesco († 1758)

## XVIII secolo(43)
- 1703 - Luisa Bergalli, scrittrice, librettista e poetessa italiana († 1779)
- 1707 - Stefano Evodio Assemani, bibliotecario, orientalista e arcivescovo cattolico libanese († 1782)
- 1707 - Eulero, matematico, fisico e astronomo svizzero († 1783)
- 1707 - Claude-Louis de Saint-Germain, generale e politico francese († 1778)
- 1710 - Marie Camargo, danzatrice francese († 1770)
- 1710 - William Cullen, medico e chimico scozzese († 1790)
- 1720 - William Ewen, politico e rivoluzionario statunitense († 1777)
- 1721 - Guglielmo, duca di Cumberland, generale britannico († 1765)
- 1724 - Federico IV d'Assia-Homburg, nobile († 1751)
- 1728 - Giovanni Alessandro Brambilla, anatomista, patologo e medico italiano († 1800)
- 1730 - Felice Fontana, fisico, anatomista e biologo italiano († 1805)
- 1730 - Moses Harris, entomologo e incisore inglese († 1788)
- 1739 - Antonio Brianti, architetto italiano († 1787)
- 1741 - Charles-François Delacroix, politico e diplomatico francese († 1805)
- 1741 - Charles Willson Peale, pittore e orologiaio statunitense († 1827)
- 1745 - Pietro Morandi, organista e compositore italiano († 1815)
- 1745 - Jacopo Morelli, religioso e bibliotecario italiano († 1819)
- 1746 - Henri Decremps, giurista e matematico francese († 1829)
- 1746 - Giorgio Santi, naturalista, chimico e botanico italiano († 1822)
- 1747 - Ludovico Ludovici, vescovo cattolico e militare italiano († 1819)
- 1759 - Cosimo Giotti, librettista e poeta italiano († 1830)
- 1764 - Bonifacio Frigerio, politico italiano († 1838)
- 1769 - Carlo Oppizzoni, cardinale e arcivescovo cattolico italiano († 1855)
- 1770 - Julius Leopold Theodor Friedrich Zincken, entomologo tedesco († 1856)
- 1771 - Nicolas Chopin, insegnante francese († 1844)
- 1771 - Karl Philipp Schwarzenberg, nobile e feldmaresciallo austriaco († 1820)
- 1772 - Francis Charteris, VIII conte di Wemyss, nobile scozzese († 1853)
- 1772 - Étienne Geoffroy Saint-Hilaire, zoologo francese († 1844)
- 1773 - Josef August Schultes, botanico, medico e scrittore austriaco († 1831)
- 1777 - Giovanni Nepomuceno de Tschiderer, vescovo cattolico austriaco († 1860)
- 1777 - Ernesto di Lippe-Biesterfeld, conte tedesco († 1840)
- 1781 - Jem Belcher, pugile inglese († 1811)
- 1789 - Woldemar von Hanneken, generale prussiano († 1849)
- 1789 - Diego Noboa, politico ecuadoriano († 1870)
- 1793 - Friedrich Georg Wilhelm von Struve, astronomo tedesco († 1864)
- 1794 - Marie-Jean-Pierre Flourens, fisiologo francese († 1867)
- 1797 - Michele Garicoïts, presbitero francese († 1863)
- 1797 - Laurent Imbert, missionario francese († 1839)
- 1797 - Adolphe Thiers, politico, storico e avvocato francese († 1877)
- 1799 - Claude Bastian, politico francese († 1872)
- 1799 - Matteo de Augustinis, avvocato e economista italiano († 1845)
- 1800 - Gilbert Thomas Burnett, botanico britannico († 1835)
- 1800 - James Clark Ross, esploratore e navigatore britannico († 1862)

## XIX secolo(164)
- 1801 - Édouard Lartet, paleontologo, geologo e antropologo francese († 1871)
- 1802 - Pietro Bagatti Valsecchi, pittore e miniaturista italiano († 1864)
- 1803 - Antonio Salomone, arcivescovo cattolico italiano († 1872)
- 1804 - Mary Philadelphia Merrifield, scrittrice inglese († 1889)
- 1804 - Marcantonio Pacelli, avvocato italiano († 1902)
- 1806 - Samuel Rayner, artista inglese († 1897)
- 1806 - Émile Souvestre, scrittore e storico francese († 1854)
- 1807 - Hippolyte Hanry, botanico francese († 1893)
- 1809 - Ernst Deger, pittore tedesco († 1885)
- 1809 - Hermann Günther Grassmann, matematico e linguista tedesco († 1877)
- 1810 - Charles de Montalembert, nobile, politico e giornalista francese († 1870)
- 1811 - Costantino Cumano, medico, politico e numismatico italiano († 1873)
- 1811 - Katarina Ivanović, pittrice serba († 1882)
- 1812 - Théodore Rousseau, pittore francese († 1867)
- 1813 - Theodor Kotschy, botanico austriaco († 1866)
- 1814 - Anna Davidovna Abamelik-Lazareva, traduttrice e poetessa russa († 1889)
- 1814 - Karl Goedeke, germanista, scrittore e giornalista tedesco († 1887)
- 1815 - Tiberio Berardi, politico italiano († 1890)
- 1816 - Johannes Baptiste Franzelin, cardinale austriaco († 1886)
- 1817 - François Bachet, politico francese († 1881)
- 1818 - Adrien Barralis, politico francese († 1863)
- 1818 - Carl Hilgers, pittore tedesco († 1890)
- 1820 - Louis-Gaston de Ségur, presbitero francese († 1881)
- 1821 - Joseph E. Brown, politico statunitense († 1894)
- 1822 - Prospero Marchetti, avvocato italiano († 1884)
- 1822 - Frances Anne Vane, nobildonna irlandese († 1899)
- 1825 - Achille Monti, poeta e letterato italiano († 1879)
- 1825 - Federico Pizza, arcivescovo cattolico italiano († 1909)
- 1826 - Giovanni Lepri, militare italiano († 1885)
- 1826 - Aristide Morichelli d'Altemps, nobile e politico italiano († 1896)
- 1827 - Giorgio Politeo, filosofo e educatore italiano († 1913)
- 1831 - Eugène Poubelle, funzionario, avvocato e diplomatico francese († 1907)
- 1832 - Wilhelm Busch, umorista, pittore e poeta tedesco († 1908)
- 1832 - William Keppel, VII conte di Albemarle, nobile, ufficiale e politico inglese († 1894)
- 1832 - Herbert Vaughan, cardinale e arcivescovo cattolico inglese († 1903)
- 1833 - Maurice Loewy, astronomo francese († 1907)
- 1833 - Maxwell Masters, botanico inglese († 1907)
- 1834 - Thomas François Burgers, politico boero († 1881)
- 1837 - John Hedley, vescovo cattolico britannico († 1915)
- 1837 - Francesco Sclavo, militare e scrittore italiano († 1913)
- 1840 - Nikolaj Andreevič Išutin, rivoluzionario russo († 1879)
- 1840 - William Beauclerk, X duca di St. Albans, nobile, politico e ufficiale inglese († 1898)
- 1843 - Henry James, scrittore e critico letterario statunitense († 1916)
- 1843 - Giovanni Severi, avvocato e politico italiano († 1915)
- 1845 - Teresina Brambilla, soprano italiano († 1921)
- 1845 - Giacomo Trabucco, geologo, cartografo e paleontologo italiano († 1924)
- 1850 - Giuseppe Borsani, politico e ingegnere italiano († 1906)
- 1850 - John Munro Longyear, imprenditore e politico statunitense († 1922)
- 1851 - Auguste Dubail, generale francese († 1934)
- 1852 - Josef Freinademetz, presbitero e missionario austriaco († 1908)
- 1854 - Giuseppe Vadalà Papale, giurista italiano († 1921)
- 1855 - Miloš Čech, vescovo vetero-cattolico ceco († 1922)
- 1856 - Jean Moréas, poeta e critico letterario greco († 1910)
- 1857 - John Clarke, geologo e paleontologo statunitense († 1925)
- 1858 - Eugenio Bergamasco, politico italiano († 1940)
- 1858 - Émile Durkheim, sociologo, filosofo e storico delle religioni francese († 1917)
- 1859 - Blanche Wittman, francese († 1913)
- 1860 - Ivan Fičev, generale bulgaro († 1931)
- 1861 - Maurice Holleaux, storico, archeologo e epigrafista francese († 1932)
- 1862 - Amico Bignami, medico italiano († 1929)
- 1864 - Luciano Valentini, politico italiano († 1927)
- 1866 - Egidio Boccuzzi, ingegnere italiano († 1934)
- 1866 - Maurice Grammont, linguista francese († 1946)
- 1866 - Marie Hoeg, fotografa norvegese († 1949)
- 1868 - Antônio Francisco Braga, compositore brasiliano († 1945)
- 1869 - Emilio Almansi, fisico e matematico italiano († 1948)
- 1869 - Concha Espina, scrittrice spagnola († 1955)
- 1869 - Adele Garavaglia, attrice italiana († 1944)
- 1869 - Elia Musatti, politico italiano († 1936)
- 1869 - Maria Pezzé Pascolato, pedagogista e scrittrice italiana († 1933)
- 1869 - Aleksandr Akimovič Sanin, regista teatrale russo († 1956)
- 1869 - Armand Seguin, incisore e pittore francese († 1903)
- 1871 - Guido Guidotti, generale e politico italiano († 1949)
- 1873 - Juliette Atkinson, tennista statunitense († 1944)
- 1873 - Pietro Fedele, storico e politico italiano († 1943)
- 1873 - Antonín Švehla, politico cecoslovacco († 1933)
- 1874 - Catherine Chisholm Cushing, commediografa e paroliera statunitense († 1952)
- 1874 - Federico Enrico di Prussia, principe e ufficiale prussiano († 1940)
- 1874 - Lucien Largé, schermidore francese († 1902)
- 1874 - Johannes Stark, fisico tedesco († 1957)
- 1875 - James J. Jeffries, pugile e arbitro di pugilato statunitense († 1953)
- 1875 - Arturo Mercanti, militare, pioniere dell'aviazione e pilota automobilistico italiano († 1936)
- 1876 - Arnold Krumm-Heller, medico, scrittore e agente segreto tedesco († 1949)
- 1876 - Friedrich Radszuweit, imprenditore, editore e scrittore tedesco († 1932)
- 1877 - Viktors Eglītis, poeta lettone († 1945)
- 1877 - Georg Kolbe, scultore e pittore tedesco († 1947)
- 1877 - William David Ross, filosofo e filologo britannico († 1971)
- 1877 - José Aníbal Verdaguer y Corominas, vescovo cattolico argentino († 1940)
- 1878 - Sadriddin Ayni, poeta, romanziere e giornalista tagiko († 1954)
- 1878 - Robert Walser, poeta e scrittore svizzero († 1956)
- 1879 - Alexander Gleichmann, canottiere tedesco († 1969)
- 1879 - Riccardo Massucci, attore e regista italiano († 1968)
- 1879 - Elena Popea, pittrice rumena († 1941)
- 1879 - Red Jacket, giocatore di lacrosse canadese
- 1880 - Max Wertheimer, psicologo ceco († 1943)
- 1881 - Stepan Valerianovič Balmašëv, rivoluzionario russo († 1902)
- 1881 - Pierre Bodard, pittore francese († 1937)
- 1881 - Gervas Pierrepont, VI conte Manvers, militare e nobile inglese († 1955)
- 1882 - Giovanni Amendola, politico e giornalista italiano († 1926)
- 1882 - Andrée Cortis, scrittrice e poetessa francese († 1952)
- 1882 - Erich Raschick, generale tedesco († 1946)
- 1883 - Stanley Bruce, politico australiano († 1967)
- 1883 - Cesare Formichi, baritono italiano († 1949)
- 1885 - Franz Böhme, generale austriaco († 1947)
- 1885 - Tadeusz Kutrzeba, generale polacco († 1947)
- 1885 - Francesco Rismondo, patriota e militare italiano († 1915)
- 1885 - Albert Sharpe, attore irlandese († 1970)
- 1885 - Frederick Toms, canottiere canadese († 1965)
- 1885 - Richard Travers, attore canadese († 1935)
- 1886 - Frank Adcock, storico e crittografo britannico († 1968)
- 1886 - Nikolaj Stepanovič Gumilëv, poeta, critico letterario e militare russo († 1921)
- 1886 - Amédée Ozenfant, pittore e critico d'arte francese († 1966)
- 1887 - Stéphanie Guerzoni, pittrice svizzera († 1970)
- 1887 - Roundell Palmer, III conte di Selborne, politico inglese († 1971)
- 1887 - Felix Pipes, tennista austriaco († 1983)
- 1888 - Greta Almroth, attrice svedese († 1981)
- 1888 - Florence Bates, attrice statunitense († 1954)
- 1888 - Charles Dujardin, calciatore francese († 1914)
- 1888 - Toivo Tikkanen, tiratore a segno, hockeista su ghiaccio e architetto finlandese († 1947)
- 1889 - Thomas Hart Benton, pittore statunitense († 1975)
- 1889 - Jozua François Naudé, politico sudafricano († 1969)
- 1889 - Asa Philip Randolph, sindacalista e attivista statunitense († 1979)
- 1889 - Marthe Richard, agente segreta e politica francese († 1982)
- 1889 - Galka Scheyer, pittrice tedesca († 1945)
- 1890 - Eduard Scherrer, bobbista svizzero († 1972)
- 1890 - Eugenio Scorzelli, pittore italiano († 1958)
- 1890 - Nikolaj Sergeevič Trubeckoj, linguista russo († 1938)
- 1891 - Josef Börjesson, calciatore svedese († 1971)
- 1891 - Tanasije Dinić, politico e militare serbo († 1946)
- 1891 - Wallace Reid, attore, regista e sceneggiatore statunitense († 1923)
- 1892 - Carlo Croce, militare e partigiano italiano († 1944)
- 1892 - Christopher Draper, aviatore, militare e attore britannico († 1979)
- 1892 - Joseph-Charles Lefèbvre, cardinale e arcivescovo cattolico francese († 1973)
- 1892 - Theodor Osterkamp, generale e aviatore tedesco († 1975)
- 1892 - Manuel Quiroga, violinista spagnolo († 1961)
- 1892 - Trygve Smith, calciatore norvegese († 1963)
- 1892 - Cesare Zerba, cardinale italiano († 1973)
- 1892 - Corrie ten Boom, orologiaia e scrittrice olandese († 1983)
- 1893 - Guido Agosti, militare italiano († 1942)
- 1893 - Gale Henry, attrice statunitense († 1972)
- 1893 - Luigi Mascherpa, ufficiale italiano († 1944)
- 1893 - William C. McGann, regista e direttore della fotografia statunitense († 1977)
- 1893 - Gunnar Sundman, nuotatore svedese († 1946)
- 1894 - Nikita Sergeevič Chruščëv, politico e militare sovietico († 1971)
- 1894 - William Birrell Franke, politico statunitense († 1979)
- 1894 - Joseph Augustin Hagendorens, missionario e vescovo cattolico belga († 1976)
- 1894 - Bessie Smith, cantante statunitense († 1937)
- 1895 - Corrado Alvaro, scrittore, giornalista e poeta italiano († 1956)
- 1895 - Kathleen Kirkham, attrice statunitense († 1961)
- 1895 - Vladimir Jakovlevič Propp, linguista e antropologo russo († 1970)
- 1896 - Gerhard Fieseler, aviatore e imprenditore tedesco († 1987)
- 1896 - Nikolaj Nikolaevič Semënov, chimico e fisico sovietico († 1986)
- 1897 - Wilhelm Fredemann, scrittore e pedagogo tedesco († 1984)
- 1897 - Silvio Negro, giornalista e saggista italiano († 1959)
- 1897 - Giorgio Parodi, aviatore, militare e imprenditore italiano († 1955)
- 1898 - Giuseppe Cacciò, imprenditore italiano († 1986)
- 1898 - Theodore Carpenter, trombettista e cantante statunitense († 1975)
- 1898 - Ibrahim Ismail Chundrigar, politico pakistano († 1960)
- 1898 - Harry Edward, velocista britannico († 1973)
- 1899 - Curtis Bernhardt, regista, sceneggiatore e produttore cinematografico tedesco († 1981)
- 1899 - Piero Colombi, giornalista e editore italiano († 1960)
- 1899 - Norman Taylor, canottiere canadese († 1980)
- 1900 - Mazzino Merlini, calciatore italiano († 1976)
- 1900 - Wilhelm Wagenfeld, designer tedesco († 1990)

## XX secolo(959)
- 1901 - Joe Davis, giocatore di snooker inglese († 1978)
- 1901 - Charles Nelson, montatore statunitense († 1997)
- 1901 - René Pleven, politico francese († 1993)
- 1901 - Bertel Ulrichsen, calciatore norvegese († 1977)
- 1902 - José María Albareda, farmacologo, agronomo e presbitero spagnolo († 1966)
- 1902 - Bohuslav Kirchmann, schermidore cecoslovacco († 1990)
- 1903 - John Williams, attore britannico († 1983)
- 1904 - Arshile Gorky, pittore armeno († 1948)
- 1904 - Antero Kivi, discobolo finlandese († 1981)
- 1904 - Valentin Krempl, bobbista tedesco († 1945)
- 1904 - Giuseppe Lippi, mezzofondista italiano († 1978)
- 1905 - Italo Bandini, calciatore italiano († 1978)
- 1905 - Fritz Kaufmann, saltatore con gli sci svizzero († 1941)
- 1905 - Raymundo Rodríguez, calciatore messicano
- 1905 - Herman Steiner, scacchista statunitense († 1955)
- 1905 - Jean Wolff, missionario e arcivescovo cattolico francese († 1990)
- 1906 - Bruno Ballanti, calciatore e allenatore di calcio italiano († 1977)
- 1906 - Jack D. Moore, scenografo statunitense († 1998)
- 1906 - Yvon Segalen, calciatore francese († 2000)
- 1907 - Gerald Abrahams, scacchista, scrittore e avvocato britannico († 1980)
- 1907 - Ferruccio Cableri, militare italiano († 1943)
- 1907 - George Platt Lynes, fotografo statunitense († 1955)
- 1907 - Pierre Pêcher, schermidore belga
- 1907 - Nikolaas Tinbergen, biologo, etologo e ornitologo olandese († 1988)
- 1908 - Eden Ahbez, compositore, cantante e musicista statunitense († 1995)
- 1908 - Lita Grey, attrice statunitense († 1995)
- 1908 - Dragutin Najdanović, calciatore jugoslavo († 1981)
- 1908 - Arthur F. Utz, presbitero e teologo svizzero († 2001)
- 1909 - Carlo Prato, pianista, compositore e direttore d'orchestra italiano († 1949)
- 1910 - Sulo Bärlund, pesista finlandese († 1986)
- 1910 - Ralph Grey, barone Grey di Naunton, avvocato e politico neozelandese († 1999)
- 1910 - Miguel Najdorf, scacchista polacco († 1997)
- 1910 - Egon Parbo, calciatore estone († 1942)
- 1910 - Amina Rizk, attrice egiziana († 2003)
- 1911 - Luis Fazio, calciatore argentino
- 1911 - Martin Groß, militare tedesco († 1984)
- 1912 - Vicente Albanese, calciatore uruguaiano
- 1912 - Georges Beaucourt, calciatore francese († 2002)
- 1912 - William Congdon, pittore statunitense († 1998)
- 1912 - Kim Il-sung, rivoluzionario e politico nordcoreano († 1994)
- 1912 - Libico Maraja, illustratore e pittore svizzero († 1983)
- 1912 - Giuseppe Selmi, violoncellista e compositore italiano († 1987)
- 1912 - Jānis Vindiņš, calciatore lettone
- 1913 - Bärbel Inhelder, psicologa svizzera († 1997)
- 1913 - István Klimek, calciatore rumeno († 1988)
- 1913 - Mirko Kokotović, calciatore e allenatore di calcio jugoslavo († 1988)
- 1913 - Allen Lein, docente statunitense († 2003)
- 1913 - Augusto Vanarelli, pittore, scultore e designer italiano († 1980)
- 1914 - Giovanni Bocchio, calciatore italiano († 1958)
- 1914 - Duilio Santagostino, calciatore italiano († 1982)
- 1915 - George Ainsley, allenatore di calcio e calciatore inglese († 1985)
- 1915 - Elizabeth Catlett, scultrice messicana († 2012)
- 1915 - Ödön Gróf, nuotatore ungherese († 1997)
- 1915 - Lionel Ovesey, psicanalista statunitense († 1995)
- 1915 - Walter Washington, politico statunitense († 2003)
- 1916 - Antonio Coppi, dirigente d'azienda e politico italiano († 1997)
- 1916 - Helene Hanff, scrittrice e sceneggiatrice statunitense († 1997)
- 1917 - Hans Conried, attore, comico e doppiatore statunitense († 1982)
- 1917 - Elmer Gedeon, giocatore di baseball e militare statunitense († 1944)
- 1917 - Pietro Grossi, compositore, programmatore e violoncellista italiano († 2002)
- 1917 - František Stibitz, cestista, pallavolista e dirigente sportivo cecoslovacco († 2008)
- 1918 - Hans Billian, regista, sceneggiatore e produttore cinematografico tedesco († 2007)
- 1919 - Alberto Breccia, fumettista uruguaiano († 1993)
- 1919 - Emyr Humphreys, scrittore britannico († 2020)
- 1919 - Franjo Kuharić, cardinale e arcivescovo cattolico croato († 2002)
- 1919 - Howie McCarty, cestista statunitense († 2000)
- 1919 - Vittorio Nisticò, giornalista e saggista italiano († 2009)
- 1919 - Aat de Roos, hockeista su prato olandese († 1992)
- 1920 - Emilio Caizzo, militare italiano († 1941)
- 1920 - Francisco Celaya, calciatore spagnolo († 1997)
- 1920 - Nicola Conte, militare e marinaio italiano († 1976)
- 1920 - Hans Krüsi, pittore svizzero († 1995)
- 1920 - Roger Rondeaux, ciclista su strada e ciclocrossista francese († 1999)
- 1920 - Thomas Szasz, psichiatra e attivista ungherese († 2012)
- 1920 - Luigi Valotti, aviatore italiano († 1941)
- 1920 - Richard von Weizsäcker, politico tedesco († 2015)
- 1921 - Georgij Beregovoj, cosmonauta e aviatore sovietico († 1995)
- 1921 - Ted Cook, cestista statunitense († 1990)
- 1921 - Sergio Gigli, politico e sindacalista italiano († 2002)
- 1921 - Nino Palumbo, scrittore italiano († 1983)
- 1921 - Settimia Spizzichino, superstite dell'Olocausto italiana († 2000)
- 1921 - Emilia Zinzi, storica dell'arte italiana († 2004)
- 1922 - Michael Ansara, attore statunitense († 2013)
- 1922 - Mario Comensoli, pittore svizzero († 1993)
- 1922 - Bengt Fahlkvist, lottatore svedese († 2004)
- 1922 - Ariano Monti, calciatore italiano
- 1922 - Stanley Schachter, psicologo statunitense († 1997)
- 1922 - Siegfried Wischnewski, attore tedesco († 1989)
- 1923 - Renato Appi, poeta e drammaturgo italiano († 1991)
- 1923 - Gian Carlo Artoni, poeta italiano († 2017)
- 1923 - Anna Maria Bertarini, architetta italiana († 2022)
- 1923 - Horst Heilmann, militare tedesco († 1942)
- 1923 - Aleksandr Kaljužnyj, ballerino cecoslovacco († 1986)
- 1923 - Harvey Lembeck, attore statunitense († 1982)
- 1923 - Giorgio Locchi, giornalista e saggista italiano († 1992)
- 1923 - Enrico Magenes, matematico e partigiano italiano († 2010)
- 1923 - Ernesto Prinoth, pilota automobilistico italiano († 1981)
- 1923 - Silvano Rizza, giornalista italiano († 2013)
- 1923 - Otto Schnellbacher, giocatore di football americano e cestista statunitense († 2008)
- 1923 - Jean Willes, attrice statunitense († 1989)
- 1924 - Fausto Denti, calciatore italiano
- 1924 - Rikki Fulton, attore scozzese († 2004)
- 1924 - Marcella Hazan, scrittrice italiana († 2013)
- 1924 - Neville Marriner, direttore d'orchestra e violinista britannico († 2016)
- 1924 - Eraldo Pezzini, calciatore italiano († 1996)
- 1924 - Maxwell Rosenlicht, matematico statunitense († 1999)
- 1925 - Vincenzo Gagliardi, politico italiano († 1968)
- 1925 - Sergio Garrone, regista e sceneggiatore italiano († 2023)
- 1925 - Kerns Powers, ingegnere statunitense († 2010)
- 1925 - Betty Rosenquest Pratt, tennista statunitense († 2016)
- 1925 - Luigi Rum, partigiano e sindacalista italiano († 1977)
- 1925 - Zdeněk Růžička, ginnasta cecoslovacco († 2021)
- 1925 - Renato Squillante, giurista e magistrato italiano († 2017)
- 1925 - Zoja Stasjuk, cestista sovietica († 2014)
- 1926 - Enrico Ameri, giornalista italiano († 2004)
- 1926 - Giuseppe Garoli, politico italiano († 1985)
- 1926 - Karl Kowanz, calciatore e allenatore di calcio austriaco († 1998)
- 1926 - Vittorio Pastori, presbitero e missionario italiano († 1994)
- 1926 - Renzo Rosso, scrittore, drammaturgo e sceneggiatore italiano († 2009)
- 1926 - Renzo Salvarani, imprenditore italiano († 2021)
- 1926 - Guido Soldani, calciatore e allenatore di calcio italiano († 2023)
- 1927 - Thomas Blatt, scrittore polacco († 2015)
- 1927 - Gabriele Bonomi, medico italiano († 2005)
- 1927 - Ernie Copland, calciatore scozzese († 1971)
- 1927 - Josef Crha, calciatore cecoslovacco († 1998)
- 1927 - Ernest Day, direttore della fotografia e regista inglese († 2006)
- 1927 - Albert Goldman, scrittore, giornalista e docente statunitense († 1994)
- 1927 - Lennox Kilgour, sollevatore trinidadiano († 2004)
- 1927 - Robert Mills, fisico statunitense († 1999)
- 1927 - Kurt Svensson, calciatore svedese († 2016)
- 1928 - John Bulloch, giornalista britannico († 2010)
- 1928 - Nicola D'Alessio Monte, allenatore di calcio italiano († 2019)
- 1928 - Richard Evans, diplomatico inglese († 2012)
- 1929 - Aldo Bonomo, avvocato italiano († 2005)
- 1929 - Renato Cioni, tenore italiano († 2014)
- 1929 - Erik Engsmyr, calciatore norvegese († 2012)
- 1929 - Sergio Holguín, cestista messicano
- 1929 - Walter Kelly, calciatore scozzese († 1993)
- 1929 - Mariano Laurenti, regista e sceneggiatore italiano († 2022)
- 1929 - Rauni Mollberg, regista, produttore cinematografico e attore finlandese († 2007)
- 1929 - Pierre Pinoncelli, performance artist francese († 2021)
- 1929 - Luis Ribera, pentatleta argentino († 1979)
- 1929 - Richard Rush, regista, produttore cinematografico e sceneggiatore statunitense († 2021)
- 1930 - Richard Davis, contrabbassista statunitense († 2023)
- 1930 - Georges Descrières, attore francese († 2013)
- 1930 - Marina Dolfin, attrice italiana († 2007)
- 1930 - Vigdís Finnbogadóttir, politica islandese
- 1930 - Francesco Macri, imprenditore italiano († 2019)
- 1930 - Charles Stuart William Palmer, judoka e dirigente sportivo britannico († 2001)
- 1930 - Ugo Pifferi, canottiere italiano († 1998)
- 1930 - Franco Pisano, generale e aviatore italiano († 2018)
- 1930 - Leszek Suski, schermidore polacco († 2007)
- 1930 - Bernardo Valli, giornalista e scrittore italiano
- 1930 - Zhu Xu, attore cinese († 2018)
- 1931 - Zhang Guangde, artista marziale e pedagogo cinese († 2022)
- 1931 - Luigi Lorenzetti, presbitero e teologo italiano († 2018)
- 1931 - Sally Miller Gearhart, attivista e scrittrice statunitense († 2021)
- 1931 - Giovanni Reale, filosofo, storico della filosofia e traduttore italiano († 2014)
- 1931 - Tomas Tranströmer, scrittore, poeta e traduttore svedese († 2015)
- 1931 - Pierre Vaneck, attore francese († 2010)
- 1932 - Leif Krantz, regista televisivo, sceneggiatore e produttore televisivo svedese († 2012)
- 1932 - André Pascal, compositore francese († 2001)
- 1932 - Paulinho de Almeida, calciatore e allenatore di calcio brasiliano († 2007)
- 1932 - Pete Silas, cestista statunitense († 2014)
- 1932 - Roel Wiersma, calciatore olandese († 1992)
- 1933 - Luciano Catenacci, attore italiano († 1990)
- 1933 - Roy Clark, cantante, musicista e showman statunitense († 2018)
- 1933 - Évelyne Golhen, cestista francese († 2021)
- 1933 - Odero Gon, calciatore italiano († 2021)
- 1933 - David Hamilton, fotografo e regista britannico († 2016)
- 1933 - Vera Krepkina, lunghista e velocista sovietica († 2023)
- 1933 - Elizabeth Montgomery, attrice statunitense († 1995)
- 1933 - Živojin Pavlović, scrittore, regista e sceneggiatore serbo († 1998)
- 1933 - Sabine Sun, attrice francese († 2014)
- 1933 - Kōji Yada, attore e doppiatore giapponese († 2014)
- 1934 - Solange Fernex, politica e attivista francese († 2006)
- 1934 - David Herd, calciatore e allenatore di calcio scozzese († 2016)
- 1934 - Merle Louise, attrice teatrale e soprano statunitense († 2025)
- 1934 - Serge Masnaghetti, ex calciatore francese
- 1934 - Mario Sprea, giornalista, scrittore e editore italiano
- 1935 - Delém, calciatore e allenatore di calcio brasiliano († 2007)
- 1935 - Charles Fried, giurista, avvocato e filosofo ceco († 2024)
- 1935 - Velik Kapsăzov, ginnasta bulgaro († 2017)
- 1935 - Avtandil Koridze, lottatore sovietico († 1966)
- 1935 - Gianni Letta, giornalista e politico italiano
- 1935 - Moham Bikran Singh, rivoluzionario e politico nepalese
- 1935 - Elliot Tiber, artista, sceneggiatore e scrittore statunitense († 2016)
- 1936 - José Becerra, pugile messicano († 2016)
- 1936 - Sergio Boschiero, politico e giornalista italiano († 2015)
- 1936 - Francesco Carta, ex calciatore italiano
- 1936 - Beate Hasenau, attrice e doppiatrice tedesca († 2003)
- 1936 - Raymond Poulidor, ciclista su strada francese († 2019)
- 1936 - Pen Sovan, politico cambogiano († 2016)
- 1936 - Sisinio Zito, politico italiano († 2016)
- 1937 - Goffredo Fofi, saggista, attivista e giornalista italiano († 2025)
- 1937 - Italo Masala, politico italiano
- 1937 - Ante Nardelli, pallanuotista jugoslavo († 1995)
- 1937 - Mario Giovanni Guerriero Ruffini, politico italiano († 1990)
- 1937 - Peter F. Secchia, politico, imprenditore e diplomatico statunitense († 2020)
- 1937 - Frank Vincent, attore e polistrumentista statunitense († 2017)
- 1938 - Doyle Baird, ex pugile statunitense
- 1938 - Claudia Cardinale, attrice italiana
- 1938 - Agata Flori, attrice italiana
- 1938 - Francis Hallé, botanico e biologo francese
- 1938 - John King, calciatore e allenatore di calcio inglese († 2016)
- 1938 - Rosario Pettinato, politico e dirigente sportivo italiano
- 1938 - Cecil Price, funzionario statunitense († 2001)
- 1938 - Saba, monaco cristiano e arcivescovo ortodosso polacco
- 1938 - Wilhelm Wrenger, ex calciatore tedesco
- 1938 - Manfred Zucker, compositore di scacchi tedesco († 2013)
- 1939 - Manfred Baum, filosofo tedesco
- 1939 - Carlo Ginzburg, storico e saggista italiano
- 1939 - Johan Masreliez, fisico, ingegnere e imprenditore svedese
- 1939 - Jaime Paz Zamora, politico boliviano
- 1939 - Claudio Velluti, cestista e altista italiano († 2024)
- 1939 - Marty Wilde, cantante e attore britannico
- 1939 - Howard Winstone, pugile britannico († 2000)
- 1940 - Manuela Andrei, doppiatrice, direttrice del doppiaggio e attrice italiana
- 1940 - Jeffrey Archer, ex politico e scrittore inglese
- 1940 - Penelope Anne Coelen, modella e attrice sudafricana
- 1940 - Edy Hubacher, ex bobbista, multiplista e discobolo svizzero
- 1940 - Eddie McCreadie, ex calciatore e allenatore di calcio scozzese
- 1940 - Eric Morris, calciatore gallese († 2011)
- 1940 - Paul Pelosi, imprenditore statunitense
- 1940 - Pasquale Pinto, scrittore, poeta e saggista italiano († 2004)
- 1940 - Yossef Romano, sollevatore israeliano († 1972)
- 1940 - Robert Walker Jr., attore statunitense († 2019)
- 1940 - Marian Zazeela, artista, musicista e coreografa statunitense († 2024)
- 1941 - Howard Berman, politico statunitense
- 1941 - Josep Fusté, calciatore spagnolo († 2023)
- 1941 - Maria Pia Luzi, attrice italiana
- 1941 - Renato Rosaldo, antropologo e poeta statunitense
- 1942 - Mahdi Abdul-Rahman, cestista e allenatore di pallacanestro statunitense († 2011)
- 1942 - Gbadamosi Amosa, ex calciatore ghanese
- 1942 - Jim Brovelli, ex cestista e allenatore di pallacanestro statunitense
- 1942 - Michel Marie Jacques Dubost, vescovo cattolico francese
- 1942 - Carmine Garofalo, politico italiano († 1995)
- 1942 - Gennadij Logofet, allenatore di calcio e calciatore sovietico († 2011)
- 1942 - Nicolò Nicolosi, politico italiano
- 1942 - Mario Rino Sivieri, vescovo cattolico italiano († 2020)
- 1942 - Julie Sommars, attrice statunitense
- 1942 - Eleuterio Sánchez Rodríguez, scrittore spagnolo
- 1943 - Guy Boyd, attore statunitense
- 1943 - Edmund Bruggmann, sciatore alpino svizzero († 2014)
- 1943 - František Chochola, medaglista, scultore e illustratore ceco († 2022)
- 1943 - Raffaele D'Argenzio, fumettista italiano
- 1943 - Christl Ditfurth, ex sciatrice alpina austriaca
- 1943 - Mariann Fischer Boel, politica danese
- 1943 - Scott Henderson, ex sciatore alpino e allenatore di sci alpino canadese
- 1943 - Toine Hezemans, pilota automobilistico olandese
- 1943 - Robert Lefkowitz, medico statunitense
- 1943 - David Shannon Morse, informatico statunitense († 2007)
- 1943 - George Ross, allenatore di calcio e calciatore scozzese († 2016)
- 1943 - Hugh Thompson Jr., militare statunitense († 2006)
- 1943 - Patrizia von Brandenstein, scenografa statunitense
- 1944 - Ottavio Bruni, politico italiano
- 1944 - Dave Edmunds, cantante, chitarrista e produttore discografico gallese
- 1944 - Kunishige Kamamoto, calciatore, allenatore di calcio e politico giapponese († 2025)
- 1945 - Luciano Acciari, dirigente sportivo italiano
- 1945 - Claudio De Angelis, doppiatore e direttore del doppiaggio italiano
- 1945 - Iris DeBrito, ex calciatore brasiliano
- 1945 - Revaz Dzodzuashvili, allenatore di calcio e ex calciatore sovietico
- 1945 - Achille Mezzadri, giornalista e scrittore italiano
- 1945 - Liam O'Flynn, musicista irlandese († 2018)
- 1945 - Emilio Spedicato, matematico italiano
- 1945 - Cliff Williams, ex cestista statunitense
- 1946 - Maria Baxa, attrice jugoslava († 2019)
- 1946 - Friedrich Chlubna, compositore di scacchi austriaco († 2005)
- 1946 - Franco Di Giannantonio, politico italiano
- 1946 - Fernando Filoni, cardinale e arcivescovo cattolico italiano
- 1946 - Wayne Gilchrest, politico e militare statunitense
- 1946 - Marsha Hunt, cantante, attrice e scrittrice statunitense
- 1946 - Willi Neuberger, ex calciatore tedesco
- 1946 - Kurt Schnider, ex sciatore alpino svizzero
- 1946 - Michael Tucci, attore statunitense
- 1947 - Bill Aitken, politico scozzese
- 1947 - Novilio Bruschini, ex calciatore italiano
- 1947 - Lois Chiles, modella e attrice statunitense
- 1947 - John Herzfeld, regista, sceneggiatore e attore statunitense
- 1947 - Ike Hill, ex giocatore di football americano statunitense
- 1947 - David Jackson, sassofonista, flautista e compositore britannico
- 1947 - Giuseppe Leoni, politico, giornalista e architetto italiano
- 1947 - Claudio Pacifico, diplomatico e scrittore italiano
- 1947 - Onny Parun, ex tennista neozelandese
- 1947 - Roy Raymond, imprenditore statunitense († 1993)
- 1947 - Deborah J. Ross, scrittrice statunitense
- 1947 - Valere Van Sweevelt, ex ciclista su strada belga
- 1948 - Franco Battisodo, ex calciatore italiano
- 1948 - Giovanni Di Clemente, produttore cinematografico italiano († 2018)
- 1948 - Michael Kamen, compositore, musicista e direttore d'orchestra statunitense († 2003)
- 1948 - Phil Mogg, cantante britannico
- 1948 - Werner Otto, ex pistard tedesco
- 1948 - Maria Grazia Siliquini, politica e avvocata italiana
- 1949 - Kadir İnanır, attore turco
- 1949 - Marco Lombardo Radice, psichiatra e scrittore italiano († 1989)
- 1949 - Alain Minc, scrittore e politico francese
- 1949 - Alla Pugačëva, cantante e attrice russa
- 1950 - Josiane Balasko, regista, attrice e sceneggiatrice francese
- 1950 - Salvador Cristau Coll, vescovo cattolico spagnolo
- 1950 - Jango Edwards, attore, cantante e showman statunitense († 2023)
- 1950 - Tom Graham, giocatore di football americano statunitense († 2017)
- 1950 - Tommy Kenter, attore e doppiatore danese
- 1950 - Karel Kroupa, ex calciatore cecoslovacco
- 1950 - Tullia Magrini, etnomusicologa e antropologa italiana († 2005)
- 1950 - Lasse Nielsen, regista, sceneggiatore e produttore cinematografico danese († 2024)
- 1950 - Raúl Palma, ex cestista messicano
- 1950 - Antônio Rodrigues Filho, ex calciatore brasiliano
- 1950 - Valerio Spadoni, ex calciatore e allenatore di calcio italiano
- 1950 - Amy Wright, attrice statunitense
- 1951 - Larry W. Esposito, astronomo statunitense
- 1951 - Marsha Ivins, ex astronauta statunitense
- 1951 - Kang Byung-chan, calciatore sudcoreano († 2002)
- 1951 - Dick Maas, regista, sceneggiatore e produttore cinematografico olandese
- 1951 - Bill MacCormick, bassista e compositore britannico
- 1951 - Jim Milisavljevic, calciatore australiano († 2022)
- 1951 - Gaetano Pascarella, politico italiano
- 1951 - John Lynch Phillips, ex astronauta statunitense
- 1951 - Chōei Satō, allenatore di calcio e ex calciatore giapponese
- 1951 - Beatrix Schuba, ex pattinatrice artistica su ghiaccio e dirigente sportiva austriaca
- 1951 - Paul Snider, fotografo canadese († 1980)
- 1951 - Joseph Tommasi, politico statunitense († 1975)
- 1952 - Gur Ben-David, ex cestista israeliano
- 1952 - Emy Cesaroni, cantante e attrice italiana
- 1952 - Sam McMurray, attore statunitense
- 1952 - Brian Muir, scultore britannico
- 1952 - Avital Ronell, scrittrice, critica letteraria e filosofa statunitense
- 1952 - Glenn Shadix, attore statunitense († 2010)
- 1952 - Peter Wenzel, ex sollevatore tedesco orientale
- 1952 - Hubert Wurth, diplomatico lussemburghese
- 1952 - Nejc Zaplotnik, alpinista, sciatore e scrittore sloveno († 1983)
- 1953 - Frank Andersen, ex ballerino e direttore artistico danese
- 1953 - Bobby April, ex giocatore di football americano e allenatore di football americano statunitense
- 1953 - Carlo Crivelli, compositore italiano
- 1953 - Steve Daley, ex calciatore inglese
- 1953 - Karl Daxbacher, allenatore di calcio e ex calciatore austriaco
- 1953 - Fausto Klinger, ex calciatore ecuadoriano
- 1953 - Paolo Maruzzo, allenatore di calcio e ex calciatore italiano
- 1953 - Edna Neillis, calciatrice scozzese († 2015)
- 1954 - Carlo Ambrosini, fumettista italiano († 2023)
- 1954 - Philippe Ginestet, imprenditore francese
- 1954 - Antonio Gozzi, imprenditore e dirigente sportivo italiano
- 1954 - Andrea Gyarmati, ex nuotatrice ungherese
- 1954 - Seka, ex attrice pornografica statunitense
- 1954 - Víctor Lugo, ex calciatore colombiano
- 1954 - Moon Ray, ballerina e cantante francese
- 1954 - Franco Salvia, regista, sceneggiatore e produttore televisivo italiano
- 1954 - Giovanna Sicari, poetessa, scrittrice e critico letterario italiano († 2003)
- 1954 - Vilberto Stocchi, biochimico italiano
- 1954 - Martin Weber, ex saltatore con gli sci tedesco orientale
- 1955 - Steinar Aase, ex calciatore norvegese
- 1955 - Guglielmo Bacci, allenatore di calcio e ex calciatore italiano
- 1955 - Catherine Belkhodja, scrittrice, attrice e regista francese
- 1955 - Ivan Berni, giornalista e saggista italiano
- 1955 - Enith Brigitha, ex nuotatrice olandese
- 1955 - Steve Darby, allenatore di calcio inglese
- 1955 - Dodi Al-Fayed, imprenditore, produttore cinematografico e produttore discografico egiziano († 1997)
- 1955 - Spyros Capralos, pallanuotista e dirigente sportivo greco
- 1955 - Antti Loikkanen, ex mezzofondista finlandese
- 1955 - Joice Mujuru, politica e rivoluzionaria zimbabwese
- 1955 - Ryūtarō Nakamura, regista e animatore giapponese († 2013)
- 1955 - Marlon Redmond, ex cestista statunitense
- 1955 - Anthony Roberts, cestista statunitense († 1997)
- 1955 - Maurizio Sciarra, regista cinematografico italiano
- 1955 - Renso Zwiers, cestista olandese († 2023)
- 1956 - Michael Cooper, ex cestista e allenatore di pallacanestro statunitense
- 1956 - Patrice Gaille, ex schermidore svizzero
- 1956 - Gregory Harbaugh, ex astronauta statunitense
- 1956 - Monique Loudières, ex ballerina francese
- 1956 - Ljubov' Šarmaj, ex cestista sovietica
- 1956 - Simon Scuddamore, attore britannico († 1984)
- 1957 - Evelyn Ashford, ex velocista statunitense
- 1957 - Enza Bruno Bossio, politica italiana
- 1957 - Claudio Fava, ex politico, giornalista e sceneggiatore italiano
- 1957 - Nesby Glasgow, giocatore di football americano statunitense († 2020)
- 1957 - Mauro Gravina, doppiatore, direttore del doppiaggio e attore italiano
- 1957 - Hwang Kyo-ahn, avvocato e politico sudcoreano
- 1957 - Brigitte Latrille-Gaudin, ex schermitrice francese
- 1957 - René Lussier, chitarrista, polistrumentista e compositore canadese
- 1957 - Luisa Torchia, giurista italiana
- 1958 - John Dossett, attore statunitense
- 1958 - Keith Hackney, artista marziale misto statunitense
- 1958 - Memos Iōannou, ex cestista e allenatore di pallacanestro greco
- 1958 - Anne Michaels, poetessa e scrittrice canadese
- 1958 - Riccardo Milani, regista e sceneggiatore italiano
- 1958 - Vittorio Poma, politico italiano
- 1958 - Benjamin Zephaniah, scrittore e poeta britannico († 2023)
- 1959 - Fruit Chan, regista, sceneggiatore e montatore cinese
- 1959 - Ray Neufeld, ex hockeista su ghiaccio canadese
- 1959 - Emma Thompson, attrice e sceneggiatrice britannica
- 1959 - Thomas F. Wilson, attore e comico statunitense
- 1960 - Susanne Bier, regista e sceneggiatrice danese
- 1960 - Roberto Cataldi, politico e saggista italiano
- 1960 - Claudio Centin, artista italiano
- 1960 - Philippe Corcuff, sociologo e politologo francese
- 1960 - Pedro Delgado, ex ciclista su strada spagnolo
- 1960 - Sally Dexter, attrice e cantante britannica
- 1960 - Marek Filipczak, ex calciatore polacco
- 1960 - Filippo del Belgio, re belga
- 1960 - Michail Kornienko, cosmonauta e ingegnere russo
- 1960 - Francesco Mannella, ex cestista e allenatore di pallacanestro italiano
- 1960 - Alessandro Maran, politico italiano
- 1960 - Jana Nováková, ex calciatrice e allenatrice di calcio ceca
- 1960 - Ian Redford, allenatore di calcio e calciatore scozzese († 2014)
- 1960 - James Rivera, cantante statunitense
- 1961 - José Anigo, dirigente sportivo, allenatore di calcio e ex calciatore francese
- 1961 - Luca Barbarossa, cantautore e conduttore televisivo italiano
- 1961 - Rustam Duloev, tenore italiano
- 1961 - Benedetto Ferrara, giornalista e scrittore italiano
- 1961 - Daniele Galliano, pittore italiano
- 1961 - Carol W. Greider, biologa statunitense
- 1961 - Tiina Lillak, ex giavellottista finlandese
- 1961 - Fuad Shukr, generale libanese († 2024)
- 1961 - Brett Wickens, grafico e direttore artistico canadese
- 1961 - Rufin Doh Zeyenouin, attore ivoriano
- 1962 - Agustín Abadía, ex calciatore e allenatore di calcio spagnolo
- 1962 - Maurizio Costantini, allenatore di calcio e ex calciatore italiano
- 1962 - Nawal El Moutawakel, ex ostacolista e velocista marocchina
- 1962 - Funki Porcini, musicista e disc jockey britannico
- 1962 - Alberto Ghidoni, allenatore di sci alpino e ex sciatore alpino italiano
- 1962 - Abdulqader Hassan, ex calciatore emiratino
- 1962 - Nick Kamen, cantante, musicista e modello britannico († 2021)
- 1962 - Tom Kane, doppiatore statunitense
- 1962 - Daniel Henry Mueggenborg, vescovo cattolico statunitense
- 1962 - David Pope, cestista statunitense († 2016)
- 1962 - Miriam Stockley, cantante e compositrice britannica
- 1962 - Sally Ann Triplett, attrice e cantante inglese
- 1962 - Alex Veadov, attore ucraino
- 1962 - Jhon Jairo Velásquez, criminale colombiano († 2020)
- 1962 - Talat Xhaferi, politico e militare macedone
- 1963 - Diosdado Cabello, politico venezuelano
- 1963 - Walter Casagrande, ex calciatore brasiliano
- 1963 - Dušan Fitzel, ex calciatore e allenatore di calcio ceco
- 1963 - Simon Poh Hoon Seng, arcivescovo cattolico malese
- 1963 - Paula Pell, attrice, sceneggiatrice e produttrice televisiva statunitense
- 1963 - Jacqueline Meirelles, modella, conduttrice televisiva e filantropa brasiliana
- 1963 - Gabriele Sella, pistard italiano († 2010)
- 1963 - Beata Szydło, politica polacca
- 1963 - Demetrio Vernaza, ex cestista ecuadoriano
- 1964 - Lydie Denier, modella e attrice francese
- 1964 - André Joubert, ex rugbista a 15 sudafricano
- 1964 - Lee Kernaghan, cantante australiano
- 1964 - Zdena Látalová, ex cestista cecoslovacca
- 1964 - Wes Madiko, cantante, musicista e chitarrista camerunese († 2021)
- 1964 - Adramé Ndiaye, cestista senegalese († 2020)
- 1964 - Alfredo Pedullà, giornalista e opinionista italiano
- 1964 - Vicente Rebollo Mozos, vescovo cattolico spagnolo
- 1965 - Carlotta Brambilla Pisoni, attrice e conduttrice televisiva italiana
- 1965 - İbrahim Coşkun, attore turco
- 1965 - Salou Djibo, politico e generale nigerino
- 1965 - Ole Christian Eidhammer, ex saltatore con gli sci norvegese
- 1965 - Lilies Handayani, ex arciera indonesiana
- 1965 - Claudia Leistner, ex pattinatrice artistica su ghiaccio tedesca
- 1965 - Anthony Miller, ex giocatore di football americano statunitense
- 1965 - Vincenzo Nacci, allenatore di pallavolo e pallavolista italiano († 2024)
- 1965 - Lars Arvid Nilsen, ex pesista norvegese
- 1965 - Soichi Noguchi, ex astronauta giapponese
- 1965 - Linda Perry, cantautrice, produttrice discografica e musicista statunitense
- 1965 - William Russell, banchiere e filantropo britannico
- 1965 - Emanuele Zanini, allenatore di pallavolo italiano
- 1966 - David M. Cheney, informatico statunitense
- 1966 - Cressida Cowell, scrittrice britannica
- 1966 - Islam Dugučiev, ex lottatore russo
- 1966 - Samantha Fox, cantante, attrice e ex modella britannica
- 1966 - Anthony Grant, allenatore di pallacanestro statunitense
- 1966 - Dalia Kurtinaitienė, ex cestista lituana
- 1966 - Giampaolo Letta, dirigente d'azienda e produttore cinematografico italiano
- 1966 - Alberto Martelossi, allenatore di pallacanestro e dirigente sportivo italiano
- 1966 - Andrej Ol'chovskij, ex tennista sovietico
- 1966 - Tom Soehn, allenatore di calcio e ex calciatore statunitense
- 1966 - Cataldo Stasi, carabiniere italiano († 1988)
- 1966 - John Eric Stowe, vescovo cattolico statunitense
- 1966 - Vjačeslav Uvaev, allenatore di hockey su ghiaccio e ex hockeista su ghiaccio russo
- 1966 - Peter Verbeken, ex ciclista su strada belga
- 1966 - Faruk Yiğit, ex calciatore turco
- 1967 - Stefania Aloia, giornalista italiana
- 1967 - Ulrich Brand, economista tedesco
- 1967 - İrfan Buz, allenatore di calcio e ex calciatore turco
- 1967 - Orhan Çıkırıkçı, allenatore di calcio e ex calciatore turco
- 1967 - France Gareau, ex velocista canadese
- 1967 - Massimo Giudice, allenatore di hockey su pista e ex hockeista su pista italiano
- 1967 - Razija Mujanović, ex cestista bosniaca
- 1967 - Don Murphy, produttore cinematografico, regista e attore statunitense
- 1967 - Kamil Novák, ex cestista ceco
- 1967 - Frankie Poullain, bassista britannico
- 1967 - Dara Torres, ex nuotatrice statunitense
- 1967 - Simone Velzeboer, ex pattinatrice di short track olandese
- 1968 - Gheorghe Andriev, ex canoista rumeno
- 1968 - Francesco Bonazzi, giornalista italiano
- 1968 - Ben Clarke, ex rugbista a 15 britannico
- 1968 - Stella Doufexis, cantante lirica e mezzosoprano tedesca († 2015)
- 1968 - Henning Harnisch, ex cestista tedesco
- 1968 - Mons Kallentoft, scrittore svedese
- 1968 - Hassan Ali Khayre, politico somalo
- 1968 - Brahim Lahlafi, ex mezzofondista e maratoneta marocchino
- 1968 - Giuseppe Manunta, fumettista italiano
- 1968 - Vano Merabishvili, politico georgiano
- 1968 - Perseo Miranda, cantante italiano
- 1968 - Dīmītrios Moutas, allenatore di calcio e ex calciatore greco
- 1968 - Dorottya Nagy, ex cestista ungherese
- 1968 - Ed O'Brien, musicista britannico
- 1968 - Francis P. Pelizzari, musicista e compositore italiano
- 1968 - Albert Puig, allenatore di calcio spagnolo
- 1968 - Nebojša Vignjević, allenatore di calcio e ex calciatore serbo
- 1968 - Alessio Vinci, giornalista, conduttore televisivo e manager italiano
- 1969 - Fabrizio Ambrassa, ex cestista e allenatore di pallacanestro italiano
- 1969 - James Brewer, ex cestista e allenatore di pallacanestro statunitense
- 1969 - Sean Eadie, ex pistard australiano
- 1969 - Craig Foster, ex calciatore, allenatore di calcio e personaggio televisivo australiano
- 1969 - Lorella Landi, giornalista e conduttrice televisiva italiana
- 1969 - Bruno Le Maire, politico e scrittore francese
- 1969 - Aleksandr Lebzjak, ex pugile russo
- 1970 - Dominic Brunt, attore, produttore cinematografico e regista britannico
- 1970 - Oliver Freund, ex calciatore tedesco
- 1970 - Chris Huffins, ex multiplista statunitense
- 1970 - Krister Isaksen, ex calciatore norvegese
- 1970 - Matej Jovan, ex sciatore alpino sloveno
- 1970 - Georges Lath, ex cestista ivoriano
- 1970 - Luc Marquet, allenatore di pallavolo e ex pallavolista francese
- 1970 - Miki Oca, ex pallanuotista spagnolo
- 1970 - Christer Thor, ex calciatore svedese
- 1971 - Chung Ho Yin, ex calciatore e ex giocatore di calcio a 5 hongkonghese
- 1971 - Andrew Daly, attore e comico statunitense
- 1971 - Finidi George, allenatore di calcio e ex calciatore nigeriano
- 1971 - Franck Haise, allenatore di calcio e ex calciatore francese
- 1971 - Meelis Loit, schermidore estone
- 1971 - Georges Mouyémé, ex calciatore camerunese
- 1971 - Ivo Rüegg, ex bobbista svizzero
- 1971 - Guivi Sissaouri, ex lottatore georgiano
- 1971 - Josia Thugwane, ex maratoneta sudafricano
- 1972 - Maria Soave Alemanno, politica italiana
- 1972 - Trine Dyrholm, attrice e cantante danese
- 1972 - Arturo Gatti, pugile italiano († 2009)
- 1972 - Stefanie Göttsche, ex cestista tedesca
- 1972 - Katharine Hayhoe, astrofisica e climatologa canadese
- 1972 - Vickie Johnson, ex cestista e allenatrice di pallacanestro statunitense
- 1972 - Oksana Kostina, ginnasta sovietica († 1993)
- 1972 - Daniele Piccini, filologo, critico letterario e poeta italiano
- 1972 - Ray Luv, rapper statunitense
- 1972 - Giuseppe Reina, ex calciatore tedesco
- 1972 - Lou Romano, designer, scenografo e doppiatore statunitense
- 1972 - Anders Colsefni, cantante e percussionista statunitense
- 1972 - Magnus Samuelsson, ex calciatore svedese
- 1972 - Viva Seifert, ginnasta e tastierista britannica
- 1972 - Gabriele Toccafondi, politico italiano
- 1973 - Jeroen Dubbeldam, cavaliere olandese
- 1973 - Magnus Haglund, allenatore di calcio e ex calciatore svedese
- 1973 - Pedro Luis Lazo, ex giocatore di baseball cubano
- 1973 - Teddy Lučić, allenatore di calcio e ex calciatore svedese
- 1973 - Lorenzo Mieli, produttore cinematografico, imprenditore e produttore televisivo italiano
- 1973 - Emanuel Rego, ex giocatore di beach volley brasiliano
- 1973 - Robert Scheidt, velista brasiliano
- 1973 - Gastón Sessa, ex calciatore argentino
- 1973 - Maria V. Snyder, scrittrice statunitense
- 1973 - Werner Swanepoel, ex rugbista a 15 sudafricano
- 1973 - Walter Zevallos, ex calciatore peruviano
- 1974 - Marena Bencomo, modella venezuelana
- 1974 - Gabriela Duarte, attrice brasiliana
- 1974 - Sergej Krivokrasov, ex hockeista su ghiaccio russo
- 1974 - Fay Masterson, attrice e doppiatrice inglese
- 1974 - Damiano Moscardi, allenatore di calcio e ex calciatore italiano
- 1974 - Ettore Nicoletti, attore italiano
- 1974 - Pierre-Olivier Persin, truccatore e effettista francese
- 1974 - Jazze Pha, cantante e produttore discografico statunitense
- 1974 - Danny Pino, attore statunitense
- 1974 - Celil Sağır, ex calciatore turco
- 1974 - Tim Thomas, ex hockeista su ghiaccio statunitense
- 1974 - Dominik Tomczyk, ex cestista e allenatore di pallacanestro polacco
- 1975 - Adolfo Cambiaso, giocatore di polo argentino
- 1975 - Matteo Corradini, scrittore e ebraista italiano
- 1975 - Stauros Foukarīs, ex calciatore cipriota
- 1975 - Andrea Gherpelli, attore italiano
- 1975 - Christian Greco, egittologo italiano
- 1975 - Elissa Knight, doppiatrice statunitense
- 1975 - Philip Labonte, cantante statunitense
- 1975 - Patricio Loustau, arbitro di calcio argentino
- 1975 - Natacha Polony, giornalista e saggista francese
- 1975 - Cyril Rool, ex calciatore francese
- 1975 - Grete Strøm, ex sciatrice alpina norvegese
- 1976 - Gatis Gūts, ex bobbista lettone
- 1976 - Brock Huard, ex giocatore di football americano statunitense
- 1976 - Túlio Lustosa, ex calciatore brasiliano
- 1976 - Seigō Narazaki, ex calciatore giapponese
- 1976 - Annaleah Rush, ex rugbista a 15 neozelandese
- 1976 - Kęstutis Šeštokas, ex cestista lituano
- 1976 - Mike Smith, ex cestista statunitense
- 1976 - Susan Ward, attrice e modella statunitense
- 1976 - Steve Williams, canottiere britannico
- 1977 - Andray Baptiste, ex calciatore grenadino
- 1977 - Alex Bougaïeff, ex cestista canadese
- 1977 - Dario Brgles, ex calciatore croato
- 1977 - András Décsi, schermidore ungherese
- 1977 - Lilija Efremova, ex biatleta russa
- 1977 - Romina Gaetani, attrice argentina
- 1977 - Jaime Camilo González, ex calciatore cileno
- 1977 - Pavel Kubina, ex hockeista su ghiaccio ceco
- 1977 - Marcin Kuźba, ex calciatore polacco
- 1977 - Fernanda Lessa, top model, showgirl e disc jockey brasiliana
- 1977 - Vincenzo Manna, drammaturgo, traduttore e sceneggiatore italiano
- 1977 - Dejan Milojević, cestista e allenatore di pallacanestro serbo († 2024)
- 1977 - Reed Morano, direttrice della fotografia e regista statunitense
- 1977 - Alessandro Parisi, allenatore di calcio e ex calciatore italiano
- 1977 - Petr Stehlík, ex pesista e allenatore di atletica leggera ceco
- 1977 - Ian Waltz, ex discobolo statunitense
- 1977 - Marco Zanchi, allenatore di calcio e ex calciatore italiano
- 1977 - Dainius Šalenga, ex cestista e allenatore di pallacanestro lituano
- 1978 - Austin Aries, wrestler statunitense
- 1978 - Soumaila Coulibaly, ex calciatore maliano
- 1978 - Metal Carter, rapper italiano
- 1978 - Luis Fonsi, cantautore e attore portoricano
- 1978 - Travis Hansen, ex cestista statunitense
- 1978 - Iván Rodríguez Rabell, ex calciatore spagnolo
- 1978 - Mustafa Keçeli, ex calciatore turco
- 1978 - Giorgi Latsabidze, pianista e compositore georgiano
- 1978 - Luvia Petersen, attrice canadese
- 1978 - Sue Rolph, ex nuotatrice britannica
- 1978 - Chris Stapleton, cantautore, chitarrista e produttore discografico statunitense
- 1978 - Helena Costa, dirigente sportiva e allenatrice di calcio portoghese
- 1979 - Cooper Barnes, attore e disc jockey britannico
- 1979 - Karen David, attrice e cantautrice indiana
- 1979 - Luke Evans, attore e cantante gallese
- 1979 - Anthony Grundy, cestista statunitense († 2019)
- 1979 - Jake Hamilton, cantante e cantautore statunitense
- 1979 - Jeda, calciatore brasiliano
- 1979 - Lee Scruggs, ex cestista statunitense
- 1979 - Ken Shimizu, ex giocatore di football americano e allenatore di football americano giapponese
- 1979 - Mathias Tjärnqvist, ex hockeista su ghiaccio svedese
- 1980 - Emily Bright, pentatleta britannica
- 1980 - Patrick Carney, musicista statunitense
- 1980 - Marcus Douthit, ex cestista statunitense
- 1980 - Pierre-Alain Frau, procuratore sportivo e ex calciatore francese
- 1980 - Ricardo Juarez, ex pugile statunitense
- 1980 - Raül López, ex cestista spagnolo
- 1980 - Arian Moayed, attore e regista teatrale iraniano
- 1980 - Víctor Núñez, ex calciatore dominicano
- 1980 - Fränk Schleck, ex ciclista su strada lussemburghese
- 1981 - Nicola Albani, ex calciatore sammarinese
- 1981 - Andrés D'Alessandro, ex calciatore argentino
- 1981 - Giuseppe Langella, ex pugile italiano
- 1981 - Caissie Levy, attrice teatrale e cantante canadese
- 1981 - Patricia López Arnaiz, attrice spagnola
- 1981 - Goran Nava, ex mezzofondista italiano
- 1981 - Danijel Premuš, pallanuotista croato
- 1981 - Brandon Robinson, ex cestista statunitense
- 1981 - Hannes Wolf, allenatore di calcio e ex calciatore tedesco
- 1982 - Bruce Abdoulaye, allenatore di calcio e ex calciatore francese
- 1982 - Carlos André Filipe Martins, ex calciatore portoghese
- 1982 - Marko Bošković, ex calciatore serbo
- 1982 - Damià Abella, ex calciatore spagnolo
- 1982 - Ester Dean, cantautrice, produttrice discografica e attrice statunitense
- 1982 - Matteo Formenti, cestista italiano
- 1982 - Ho Wan Chow, pilota motociclistico cinese
- 1982 - Steffen Justus, triatleta tedesco
- 1982 - Sergej Karaulov, ex cestista uzbeko
- 1982 - Bani Lozano, ex calciatore honduregno
- 1982 - Johnny Lundberg, ex calciatore svedese
- 1982 - Juliana Moreira, modella, showgirl e conduttrice televisiva brasiliana
- 1982 - Jean-Jacques Nkouloukidi, marciatore italiano
- 1982 - Albert Riera, allenatore di calcio e ex calciatore spagnolo
- 1982 - Seth Rogen, attore, comico e regista canadese
- 1982 - João Pedro Santos Gonçalves, ex calciatore portoghese
- 1982 - Andrij Stadnik, lottatore ucraino
- 1982 - Luca Sut, politico italiano
- 1982 - Christina Wheeler, ex tennista australiana
- 1983 - Colin Allred, politico e ex giocatore di football americano statunitense
- 1983 - Marek Bakoš, ex calciatore slovacco
- 1983 - Elvis Banyihwabe, ex calciatore burundese
- 1983 - Alice Braga, attrice brasiliana
- 1983 - Matt Cardle, cantante britannico
- 1983 - Aline Domingos, modella brasiliana
- 1983 - Dudu Cearense, ex calciatore brasiliano
- 1983 - Richard Edwards, ex calciatore giamaicano
- 1983 - Michael Gault, allenatore di calcio e ex calciatore nordirlandese
- 1983 - Il'ja Koval'čuk, hockeista su ghiaccio russo
- 1983 - Steven Langton, bobbista statunitense
- 1983 - Alberto Manca, politico italiano
- 1983 - Sergej Monja, ex cestista russo
- 1983 - Morolake Ogunoye, ex cestista nigeriana
- 1983 - Martin Pedersen, ex ciclista su strada danese
- 1983 - Sara Pichelli, fumettista italiana
- 1983 - Margo Price, cantautrice statunitense
- 1983 - Aleksandr Šešukov, ex calciatore russo
- 1983 - Emiliano Té, ex calciatore guineense
- 1983 - Sara Ziff, modella, sindacalista e regista statunitense
- 1984 - Sjoerd Ars, ex calciatore olandese
- 1984 - Chen Qi, tennistavolista cinese
- 1984 - Antonio Cromartie, giocatore di football americano statunitense
- 1984 - Jymmy Dougllas França, ex calciatore brasiliano
- 1984 - Benjamin Gorka, ex calciatore tedesco
- 1984 - Kanako Hirai, ex pallavolista giapponese
- 1984 - Guor Maker, maratoneta sudsudanese
- 1984 - Chrīstos Mingkas, calciatore greco
- 1984 - Valery Nahayo, ex calciatore burundese
- 1984 - Daniel Paille, ex hockeista su ghiaccio canadese
- 1984 - Dajana Roncione, attrice italiana
- 1985 - Mohammed Al-Hakim, arbitro di calcio svedese
- 1985 - Calum Angus, ex calciatore inglese
- 1985 - Emanuele Bosi, attore italiano
- 1985 - Andre Caldwell, giocatore di football americano statunitense
- 1985 - Garrard Conley, scrittore statunitense
- 1985 - Guillermo Guerrero, arbitro di calcio ecuadoriano
- 1985 - Srđa Knežević, ex calciatore serbo
- 1985 - Aaron Laffey, giocatore di baseball statunitense
- 1985 - Anaïs Laurendon, ex tennista francese
- 1985 - Will Leer, mezzofondista statunitense
- 1985 - Shay Murphy, ex cestista statunitense
- 1985 - Claudio Negri, cestista e allenatore di pallacanestro italiano
- 1985 - Amy Ried, ex attrice pornografica statunitense
- 1985 - Julian Schuster, allenatore di calcio e ex calciatore tedesco
- 1985 - Olman Vargas, ex calciatore costaricano
- 1985 - Marko Virtala, ex hockeista su ghiaccio finlandese
- 1986 - Eric Alejandro, ostacolista portoricano
- 1986 - Miguel Bedoya, ex calciatore spagnolo
- 1986 - Samir Bertin d'Avesnes, ex calciatore comoriano
- 1986 - Adriano Cardarello, pugile italiano
- 1986 - Ariel Cólzera, calciatore argentino
- 1986 - Chris Dagnall, calciatore inglese
- 1986 - Luis Espínola, ex calciatore paraguaiano
- 1986 - Tom Heaton, calciatore inglese
- 1986 - Samuel Hernanz, canoista spagnolo
- 1986 - Steffen Launer, schermidore tedesco
- 1986 - Iván Lorenzo, ex calciatore andorrano
- 1986 - Nikolaj Mal'cev, ex giocatore di calcio a 5 russo
- 1986 - Sylvain Marveaux, ex calciatore francese
- 1986 - Quincy Owusu-Abeyie, calciatore olandese
- 1986 - Antoine Ponroy, ex calciatore francese
- 1986 - Giorgio Rubino, ex marciatore italiano
- 1986 - Claudia Sparpaglione, ex ginnasta italiana
- 1986 - Meiya Tirera, cestista maliana
- 1986 - Jessica Troiano, giocatrice di calcio a 5 e ex calciatrice italiana
- 1987 - Nicola Belmonte, allenatore di calcio e ex calciatore italiano
- 1987 - Pierrick Capelle, calciatore francese
- 1987 - Yasmani Copello, ostacolista cubano
- 1987 - Rennick Esther, calciatore seychellese
- 1987 - Erbim Fagu, ex calciatore albanese
- 1987 - Matteo Frassineti, cestista italiano
- 1987 - Jaime Grondona, calciatore cileno
- 1987 - Qusay Habib, calciatore siriano
- 1987 - Xie He Xian, cantante, attore e compositore taiwanese
- 1987 - Ádám Hrepka, ex calciatore ungherese
- 1987 - Lance Hurdle, ex cestista statunitense
- 1987 - Oleksandr Hvozdyk, pugile ucraino
- 1987 - Iyaz, cantautore anglo-verginiano
- 1987 - Petros Mhari, calciatore zimbabwese
- 1987 - Gary Miller, calciatore scozzese
- 1987 - Lydie Pages, modella e showgirl francese
- 1987 - Marija Petrovikj, pallavolista macedone
- 1987 - Igor Prahić, calciatore croato
- 1987 - Gatis Smukulis, ex ciclista su strada lettone
- 1987 - Tomáš Stráský, ex calciatore ceco
- 1987 - Irina Tarasova, pesista russa
- 1987 - Samira Wiley, attrice statunitense
- 1988 - Pádraig Amond, calciatore irlandese
- 1988 - Yoann Arquin, calciatore francese
- 1988 - Mevlüt Arık, lottatore turco
- 1988 - Emiliano Bonfigli, calciatore argentino
- 1988 - Pedro Carmona, ex calciatore brasiliano
- 1988 - Bill Clark, ex cestista statunitense
- 1988 - Michele Cremonesi, ex calciatore italiano
- 1988 - Steven Defour, allenatore di calcio e ex calciatore belga
- 1988 - Nicolás de los Santos, cestista argentino
- 1988 - Eliza Doolittle, cantante britannica
- 1988 - Francesco Fossi, ex canottiere italiano
- 1988 - Galin Ivanov, calciatore bulgaro
- 1988 - Nicolas de Jong, cestista francese
- 1988 - Juan de Jongh, rugbista a 15 sudafricano
- 1988 - Raphael Martinho, ex calciatore brasiliano
- 1988 - Manami Numakura, doppiatrice giapponese
- 1988 - Jonathan Quartey, ex calciatore ghanese
- 1988 - Benedict Samuel, attore, sceneggiatore e regista australiano
- 1988 - Beate Schrott, ostacolista austriaca
- 1988 - Lamnao Singto, ex calciatore laotiano
- 1988 - Amari Spievey, giocatore di football americano statunitense
- 1988 - Anna Spitz, cantante, attrice e doppiatrice israeliana
- 1988 - Zheng Long, calciatore cinese
- 1989 - Jean-Marie Amani, ex calciatore ivoriano
- 1989 - Kerstin Cook, modella svizzera
- 1989 - Denise Feierabend, ex sciatrice alpina svizzera
- 1989 - Javier González López, cestista portoricano
- 1989 - Hektor Idrizaj, ex calciatore albanese
- 1989 - Andre Kinney, attore statunitense
- 1989 - Bakaré Koné, calciatore ivoriano
- 1989 - Shawn Nicklaw, ex calciatore statunitense
- 1989 - Aline Villares Reis, calciatrice brasiliana
- 1989 - Sam Sunderland, pilota motociclistico britannico
- 1989 - Billy Winn, giocatore di football americano statunitense
- 1990 - Fouad Bachirou, calciatore francese
- 1990 - Lily Carter, ex attrice pornografica statunitense
- 1990 - Matthew Cheape, ex pallavolista statunitense
- 1990 - Vander Joaquim, cestista angolano
- 1990 - Patrick Killeen, ex hockeista su ghiaccio canadese
- 1990 - Dominik Kisiel, calciatore polacco
- 1990 - Julien Lyneel, ex pallavolista francese
- 1990 - Juan Pablo Piñeiro, cestista cubano
- 1990 - Kaśka Sochacka, cantautrice polacca
- 1990 - Relyea Speller, pallavolista statunitense
- 1990 - Emma Watson, attrice e attivista britannica
- 1991 - Daiki Arioka, cantante e attore giapponese
- 1991 - Jason Cadee, cestista australiano
- 1991 - Javier Fernández López, ex pattinatore artistico su ghiaccio spagnolo
- 1991 - Vinícius Goes Barbosa de Souza, calciatore brasiliano
- 1991 - Ristomatti Hakola, fondista finlandese
- 1991 - Luca Marziali, pallanuotista italiano
- 1991 - Emmanuel Matadi, velocista liberiano
- 1991 - Mykyta Nesterenko, discobolo e pesista ucraino
- 1991 - Javier Rojas, rugbista a 15 argentino
- 1991 - Gbolahan Salami, calciatore nigeriano
- 1991 - Kentarō Shigematsu, calciatore giapponese
- 1991 - Son Yong-chan, ex calciatore sudcoreano
- 1991 - Marco Terrazzino, calciatore tedesco
- 1991 - Anastasija Vinnikava, cantante bielorussa
- 1991 - Ghostemane, cantante statunitense
- 1992 - DeAndre Daniels, cestista statunitense
- 1992 - Amy Deasismont, cantante, attrice e conduttrice televisiva svedese
- 1992 - Kimberly Dos Ramos, attrice, modella e ballerina venezuelana
- 1992 - Antonín Fantiš, calciatore ceco
- 1992 - Remo Freuler, calciatore svizzero
- 1992 - Ricarda Funk, canoista tedesca
- 1992 - John Guidetti, calciatore svedese
- 1992 - Arnaldo Manoel de Almeida, calciatore brasiliano
- 1992 - Emad Mansoor, calciatore yemenita
- 1992 - Alexandra Masangkay, attrice, cantante e ballerina spagnola
- 1992 - Nathaniel Mendez-Laing, calciatore inglese
- 1992 - Meisam Mirzaei, cestista iraniano
- 1992 - Héctor Núñez Segovia, ex calciatore cileno
- 1992 - Calvin Pickard, hockeista su ghiaccio canadese
- 1992 - Andrew Sherk, slittinista statunitense
- 1992 - Frank Tchoubaye, cestista camerunese
- 1992 - Guðmundur Þórarinsson, calciatore islandese
- 1992 - Alice Volpi, schermitrice italiana
- 1992 - Dez Wells, cestista statunitense
- 1992 - Oleksij Zozulja, calciatore ucraino
- 1993 - Franco Agamenone, tennista argentino
- 1993 - Felipe Anderson, calciatore brasiliano
- 1993 - Eric Anderson, cestista statunitense
- 1993 - Kōstakīs Artymatas, calciatore cipriota
- 1993 - Yunio Barrueta, cestista statunitense
- 1993 - Boris Bojanovský, cestista slovacco
- 1993 - Andrei Burcă, calciatore rumeno
- 1993 - Ludvig Fjällström, sciatore freestyle svedese
- 1993 - Aleksej Gerasimov, calciatore russo
- 1993 - Madeleine Martin, attrice statunitense
- 1993 - Menzi Masuku, calciatore sudafricano
- 1993 - Florentin Matei, calciatore rumeno
- 1993 - Dorota Medyńska, pallavolista polacca
- 1993 - Serhij Mjakuško, calciatore ucraino
- 1993 - Carlos Moros Gracia, calciatore spagnolo
- 1993 - Shazzon Mumphrey, giocatore di football americano statunitense
- 1993 - Dušan Pantelić, calciatore serbo
- 1993 - Jérôme Phojo, ex calciatore francese
- 1993 - Jan Serfontein, rugbista a 15 sudafricano
- 1993 - Tao Jiaying, pattinatrice di short track cinese
- 1993 - Jordy Thomassen, calciatore olandese
- 1994 - Katie Bowen, calciatrice neozelandese
- 1994 - Jacquees, cantautore e produttore discografico statunitense
- 1994 - Eleonora Bruno, pallavolista italiana
- 1994 - Stefan Hajdin, calciatore serbo
- 1994 - Jacob Hazel, calciatore nevisiano
- 1994 - Pierre Houin, canottiere francese
- 1994 - Jacob Hoyle, schermidore statunitense
- 1994 - Jannik Huth, calciatore tedesco
- 1994 - Gabriel Iancu, calciatore rumeno
- 1994 - Keita Karamokoba, calciatore guineano
- 1994 - Seybou Koita, calciatore nigerino
- 1994 - Denis Krestinin, cestista lituano
- 1994 - Elena Linari, calciatrice italiana
- 1994 - Shaunae Miller-Uibo, velocista bahamense
- 1994 - Carlos Augusto Rivas Murillo, calciatore colombiano
- 1994 - Ilaria Sanguineti, ciclista su strada e pistard italiana
- 1994 - Slobodan Urošević, calciatore serbo
- 1994 - Hauke Wahl, calciatore tedesco
- 1994 - Cláudio Winck, calciatore brasiliano
- 1995 - José Arnáiz, calciatore spagnolo
- 1995 - Sjef van den Berg, arciere olandese
- 1995 - Alan Browne, calciatore irlandese
- 1995 - Michael Chadwick, nuotatore statunitense
- 1995 - Cody Christian, attore statunitense
- 1995 - Leander Dendoncker, calciatore belga
- 1995 - Feyonda Fitzgerald, cestista statunitense
- 1995 - Eros Grezda, calciatore albanese
- 1995 - Ninon Guillon-Romarin, astista francese
- 1995 - Bruno Ibeh, ex calciatore nigeriano
- 1995 - Julija In'šina, ginnasta russa
- 1995 - Kim Nam-joo, cantante e attrice sudcoreana
- 1995 - Anton Lienert-Brown, rugbista a 15 neozelandese
- 1995 - Kieran Monlouis, ex calciatore santaluciano
- 1995 - Chiaka Ogbogu, pallavolista statunitense
- 1995 - Martin Owusu-Antwi, velocista ghanese
- 1995 - Darrel Williams, giocatore di football americano statunitense
- 1995 - Anastasija Černucha, pallavolista ucraina
- 1996 - Julián Bartolo, calciatore argentino
- 1996 - Aljaksandr Džyhera, calciatore bielorusso
- 1996 - Edimilson Fernandes, calciatore svizzero
- 1996 - Jake Galea, calciatore maltese
- 1996 - Dmytro Kl'oc, calciatore ucraino
- 1996 - Oleksandr Kobec', cestista ucraino
- 1996 - Kyra Lamberink, pistard olandese
- 1996 - Joshua Mees, calciatore tedesco
- 1996 - Ryuju Nagayama, judoka giapponese
- 1996 - Laura Quevedo, cestista spagnola
- 1996 - İpek Soylu, ex tennista turca
- 1996 - Svetlana Čimrova, nuotatrice russa
- 1997 - Benjamin, cantante finlandese
- 1997 - Donavan Brazier, mezzofondista statunitense
- 1997 - Greta Brunello, calciatrice italiana
- 1997 - Martina Brunello, calciatrice italiana
- 1997 - Leonardo Fabbri, pesista italiano
- 1997 - Phil Fayne, cestista statunitense
- 1997 - Tim Hall, calciatore lussemburghese
- 1997 - Wesley Harris, cestista statunitense
- 1997 - Toheeb Jimoh, attore britannico
- 1997 - Boubakar Kouyaté, calciatore maliano
- 1997 - Deng Mayot, ex cestista sudsudanese
- 1997 - PLK, rapper francese
- 1997 - Léo Pétrot, calciatore francese
- 1997 - Ryan Sweeney, calciatore inglese
- 1997 - Matheus Sávio, calciatore brasiliano
- 1997 - Valery Vigilucci, calciatrice italiana
- 1997 - Maisie Williams, attrice britannica
- 1997 - Isaiah Zuber, giocatore di football americano statunitense
- 1998 - Derrick Brown, giocatore di football americano statunitense
- 1998 - João Cambangula, giocatore di calcio a 5 angolano
- 1998 - Zachary Cooper, tuffatore statunitense
- 1998 - Dorsa Derakhshani, scacchista iraniana
- 1998 - Cristian Dros, calciatore moldavo
- 1998 - Pablo Javier García, calciatore uruguaiano
- 1998 - Darragh Leahy, calciatore irlandese
- 1998 - Nihad Mujakić, calciatore bosniaco
- 1998 - Sundararaj Niresh, calciatore singalese
- 1998 - Vijaleta Skvarcova, triplista bielorussa
- 1998 - Sexyy Red, rapper statunitense
- 1998 - Ethan Zubak, calciatore statunitense
- 1999 - Mathilde Bourdieu, calciatrice francese
- 1999 - Sofiane Briki, cestista francese
- 1999 - Jesús Bueno, calciatore venezuelano
- 1999 - Stefania Constantini, giocatrice di curling italiana
- 1999 - Niamh Farrelly, calciatrice irlandese
- 1999 - Finley Gaio, ostacolista e multiplista svizzero
- 1999 - Madison Lilley, pallavolista statunitense
- 1999 - Akzhol Makhmudov, lottatore kirghiso
- 1999 - Roni Medeiros de Moura, calciatore brasiliano
- 1999 - Rahis Nabi, calciatore pakistano
- 1999 - Philip Otele, calciatore nigeriano
- 1999 - Cade Otton, giocatore di football americano statunitense
- 1999 - Yossiana Pressley, pallavolista statunitense
- 1999 - Denis Shapovalov, tennista canadese
- 1999 - Andrei Vlad, calciatore rumeno
- 1999 - Dalton Wilkins, calciatore neozelandese
- 1999 - Zagir Šachiev, lottatore russo
- 1999 - Domagoj Šarić, ex cestista croato
- 2000 - Tyler Allgeier, giocatore di football americano statunitense
- 2000 - Simone Avondetto, mountain biker e triatleta italiano
- 2000 - Tedi Cara, calciatore albanese
- 2000 - Bassekou Diabaté, calciatore maliano
- 2000 - Volnei Feltes, calciatore brasiliano
- 2000 - Jermar Jefferson, giocatore di football americano statunitense
- 2000 - Miles Norris, cestista statunitense
- 2000 - Filip Petrušev, cestista serbo
- 2000 - Marko Rakonjac, calciatore montenegrino
- 2000 - Henri Vandenabeele, ciclista su strada belga

## XXI secolo(31)
- 2001 - Ryan Adigo, calciatore tedesco
- 2001 - Jordan Chiles, ginnasta statunitense
- 2001 - Adam Goljan, calciatore slovacco
- 2001 - Elise Hughes, calciatrice gallese
- 2001 - Jair Diego Alves de Brito, calciatore brasiliano
- 2001 - Robby Kevlishvili, scacchista olandese
- 2001 - Kōki Kumasaka, calciatore giapponese
- 2001 - Riccardo Meli, velocista italiano
- 2001 - Mauro Rodrigues, calciatore portoghese
- 2002 - Clara Galle, attrice e modella spagnola
- 2002 - Joonas Kurits, ex ciclista su strada e ciclocrossista estone
- 2002 - Mathias Kvistgaarden, calciatore danese
- 2002 - Max Melton, giocatore di football americano statunitense
- 2002 - Kai Stratznig, calciatore austriaco
- 2002 - Baptiste Vadic, ciclista su strada e ciclocrossista francese
- 2003 - Sam Ashe Arnold, attore canadese
- 2003 - Leandro Bianchi, giocatore di football americano svizzero
- 2003 - Facundo De La Vega, calciatore argentino
- 2003 - Gonzalo González, calciatore argentino
- 2003 - Ivan Komarov, calciatore russo
- 2003 - Ivo Mammini, calciatore argentino
- 2003 - Ralph Orquin, calciatore messicano
- 2003 - Camden Palmquist, sciatore alpino statunitense
- 2003 - Vitalij Roman, calciatore ucraino
- 2003 - Matías Soulé, calciatore argentino
- 2004 - Samuel Gidi, calciatore ghanese
- 2004 - Gvidas Gineitis, calciatore lituano
- 2005 - João Marcelo, calciatore brasiliano
- 2005 - Su Burcu Yazgı Coşkun, attrice turca
- 2009 - Julia Butters, attrice statunitense
- 2009 - Isaac Ordonez, attore statunitense